# Quai Lezay-Marnésia
La quai Lezay-Marnésia (en alsacien : Lezay-Marnesia Stade) est un quai de Strasbourg rattaché administrativement au quartier Centre. Situé entre le quai Schoepflin et le quai Sainte-Attale (ancien quai Saint-Étienne), il longe le canal du Faux-Rempart, de la place du Petit-Broglie à la rue de la Courtine. Du nord au sud, plusieurs ouvrages d'art partent du quai pour franchir le canal : pont du Théâtre, passerelle des Juifs, pont de la Poste, pont Saint-Étienne.

## Toponymie

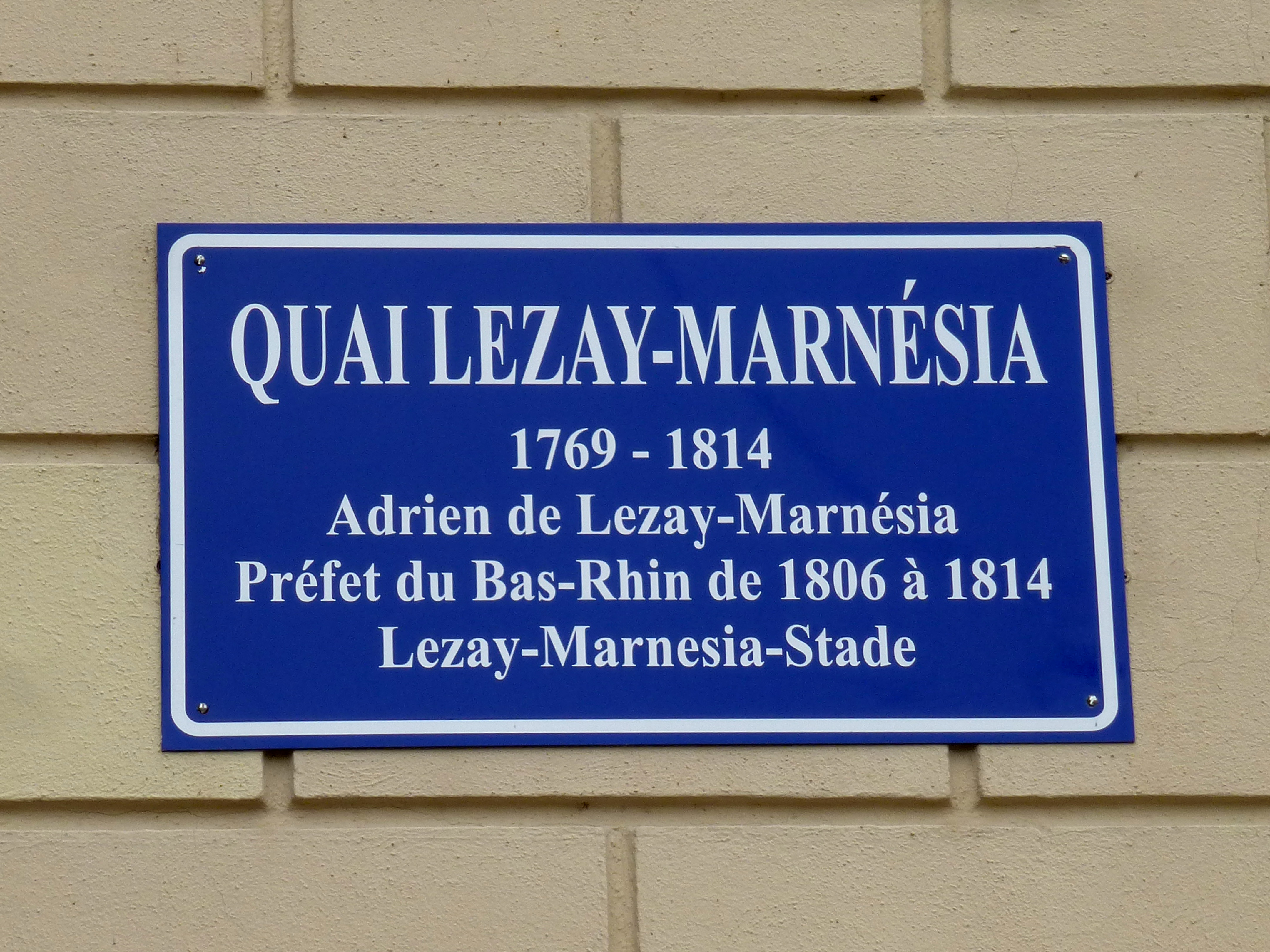
Plaque partiellement bilingue.

La voie a successivement porté les noms suivants : quai Joseph (1805), quai Saint-Joseph (1820, 1833, 1840), quai Kléber (1823),  quai de la Comédie (1833), quai Lezay-Marnésia (1858, 1928), Lezay-Marnesiastaden (1872), Attalastaden (1940), et, à nouveau, quai Lezay-Marnésia à partir de 1945.
Le nom « Lezay-Marnésia » est adopté en 1858, après l'érection sur le quai, devant l'hôtel de Klinglin, de la statue du préfet Adrien de Lezay-Marnésia, sculptée par  Philippe Grass et inaugurée le 27 août 1857.
Des plaques de rues bilingues, à la fois en français et en alsacien, ont été mises en place par la municipalité à partir de 1995. C'est le cas du Lezay-Marnesia Stade.

## Historique

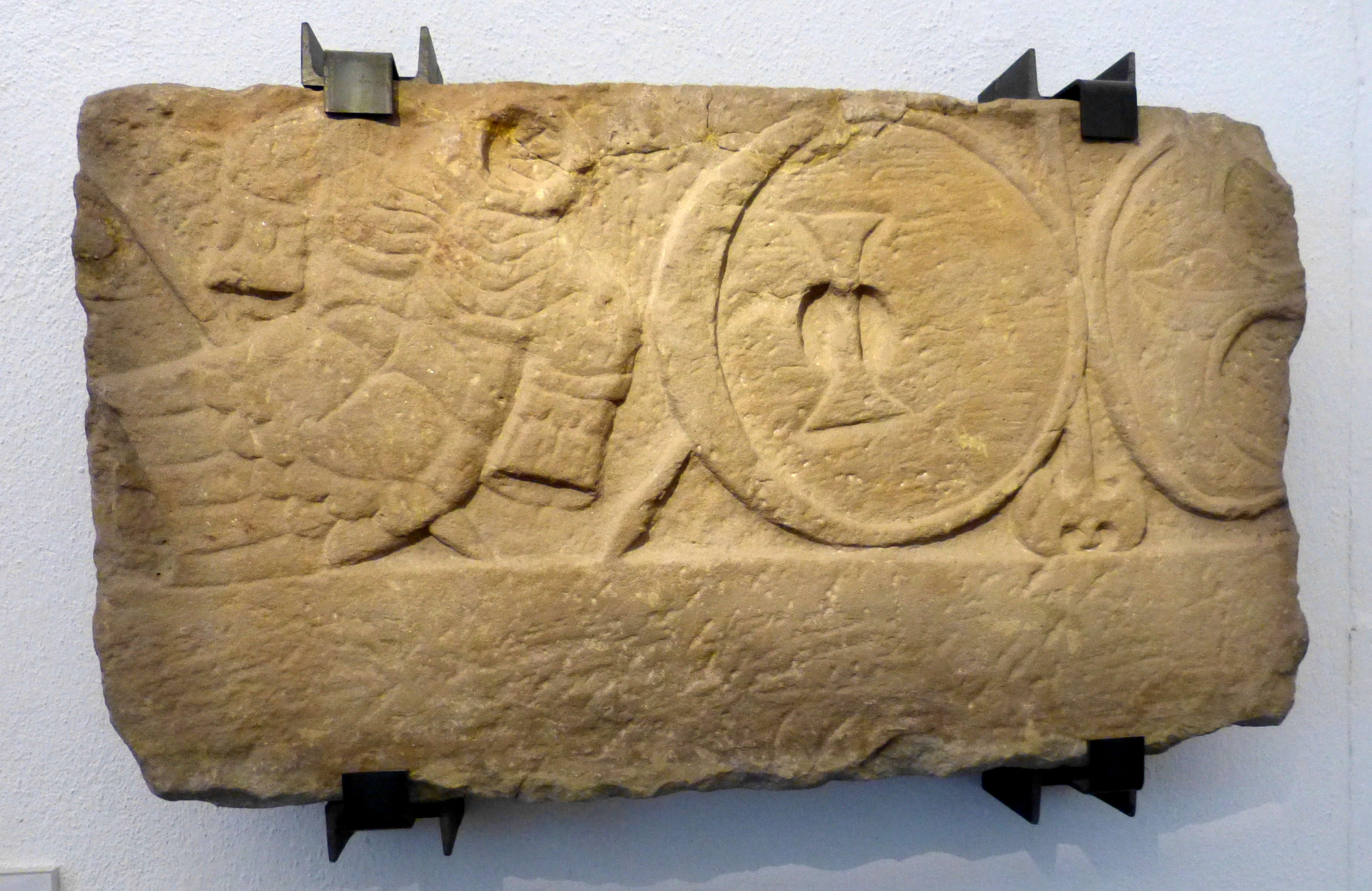
Frise romaine du IVe siècle (Musée archéologique de Strasbourg).

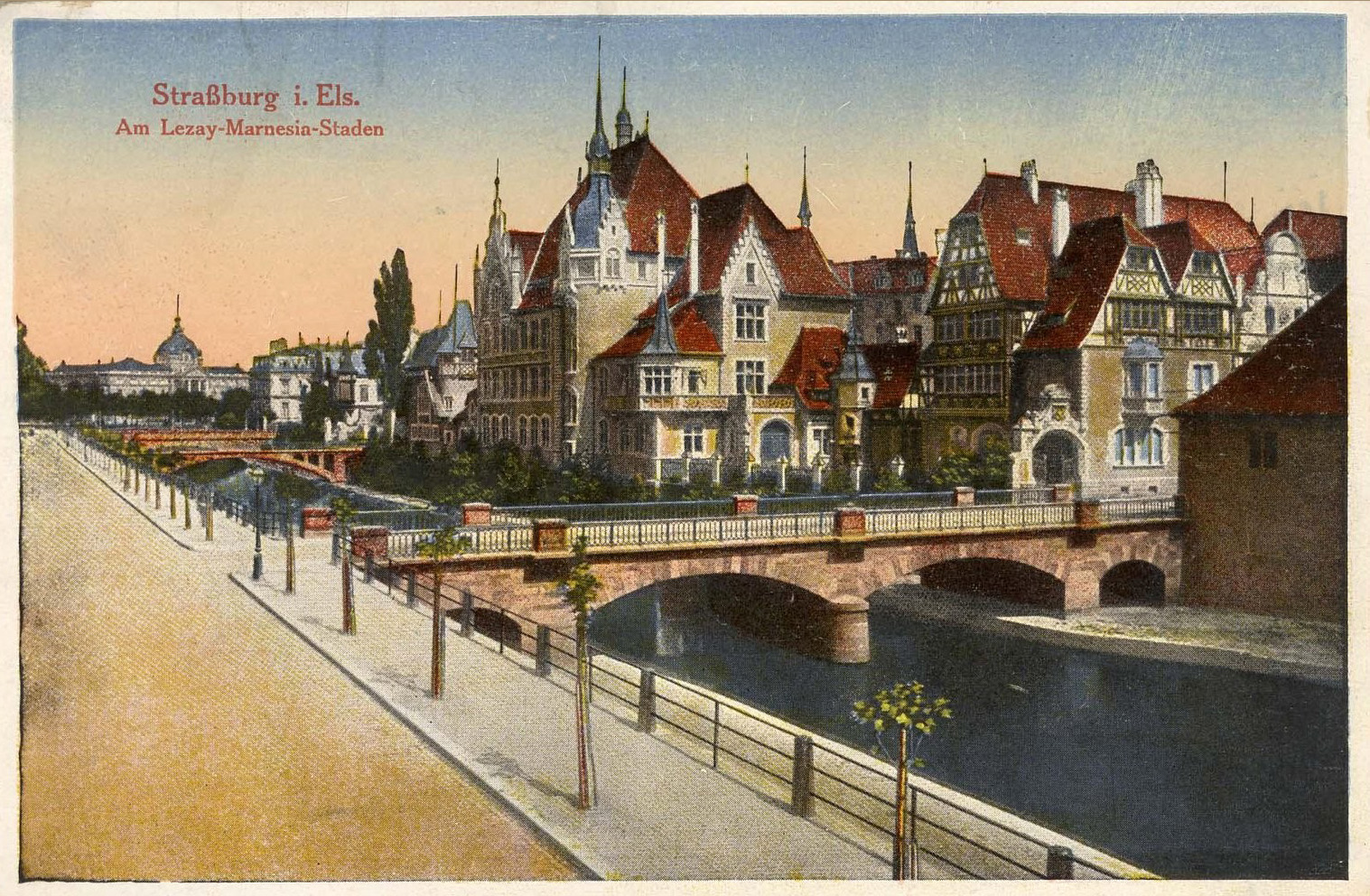
Le quai, avec le pont Saint-Étienne et le lycée de jeunes filles à l'arrière-plan (Ludwig Bremer, 1919).

Dès 1775, Jean André Silbermann relate la découverte, au XVIIIe siècle, d'un trésor comprenant environ 200 monnaies datant de Probus, Dioclétien et Maximien (vers 305).
Des fouilles archéologiques sont menées au quai Lezay-Marnésia à partir de 1969, notamment par Jean-Jacques Hatt.
Celles effectuées en 1971 lors de la construction de nouveaux immeubles en bordure du quai, face au lycée international des Pontonniers, mettent au jour un grand tronçon de l’enceinte romaine, reprise ensuite en sous-œuvre à l’époque médiévale. On découvre notamment de grands blocs en grès à bossages, portant des marques de tailleurs de pierre. Ces éléments témoignent que l'enceinte romaine a constitué un élément de la défense de la ville jusqu'au Moyen Âge.

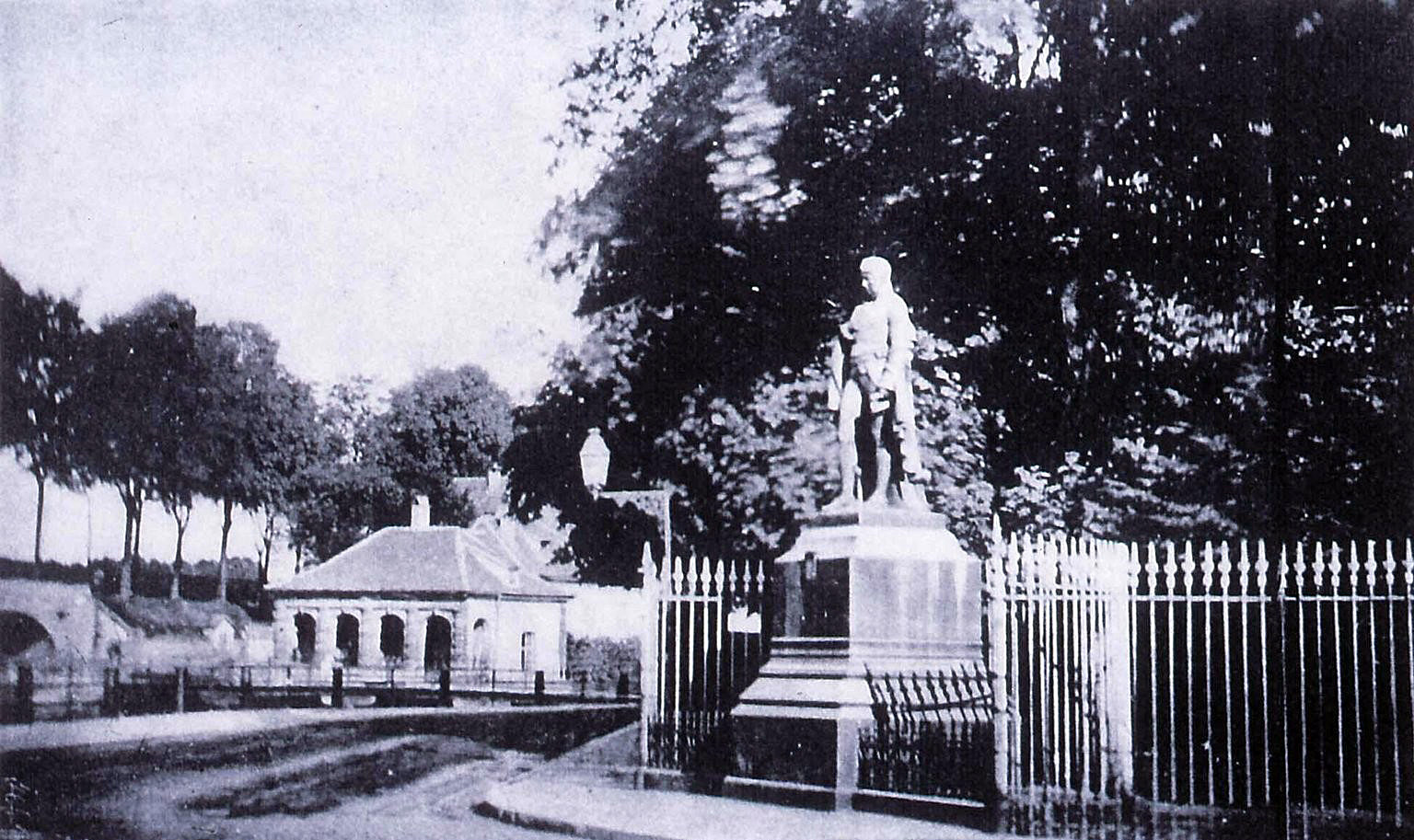
Monument de Lezay-Marnésia en 1868.

Au début du XIXe siècle, notamment sous le mandat du maire Jean-Frédéric Hermann, de nombreux travaux d'urbanisme sont entrepris. On construit de nouveaux ponts, le faux-rempart est entièrement démoli, remplacé par des quais. Après plusieurs changements de noms, de tout ou partie des voies, le quai Lezay-Marnésia existe en tant que tel à partir de 1858.
Lors du siège de Strasbourg, en 1870, les abords du quai sont lourdement touchés : la préfecture, le théâtre, la statue du préfet, comme en témoignent, outre les récits, une abondante iconographie.  En particulier, le photographe allemand Georg Maria Eckert réalise une importante série de clichés. L'imprimeur-lithographe français Auguste Munch met aussi en scène les destructions.

Bombardement du quai en 1870, vu par des artistes.
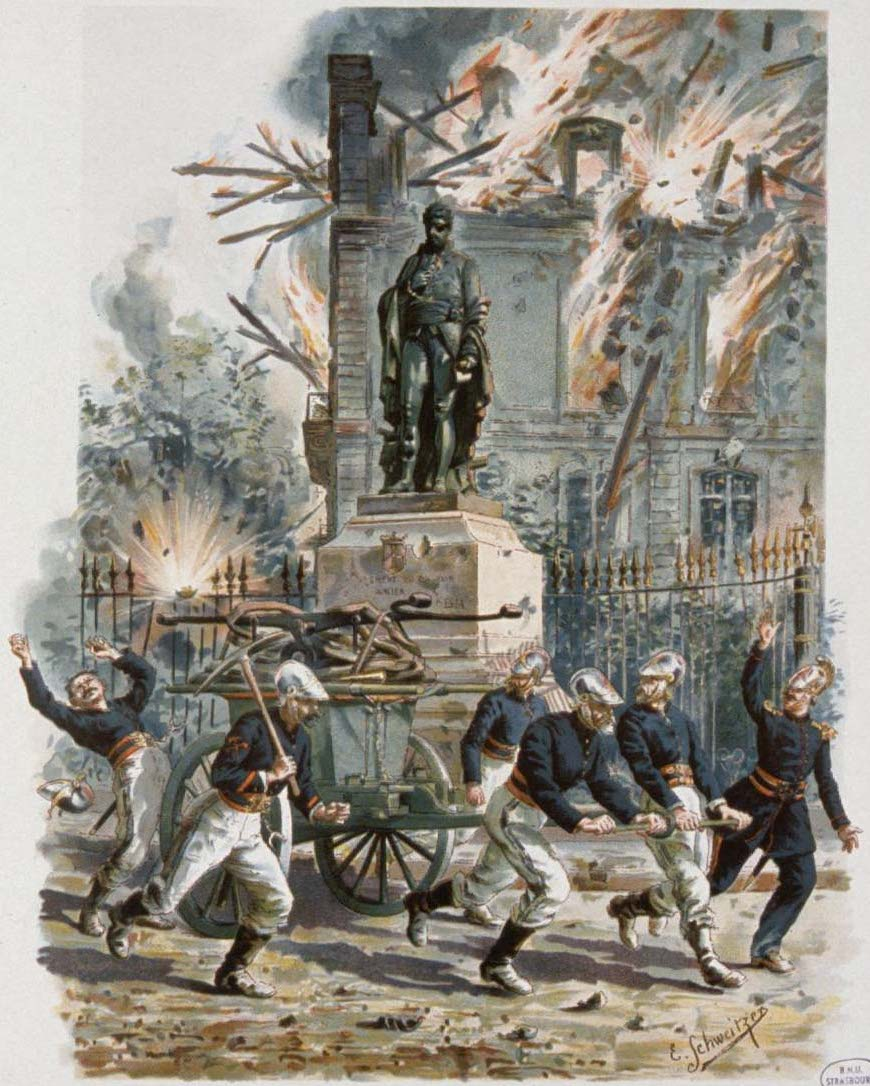
Émile Schweitzer.
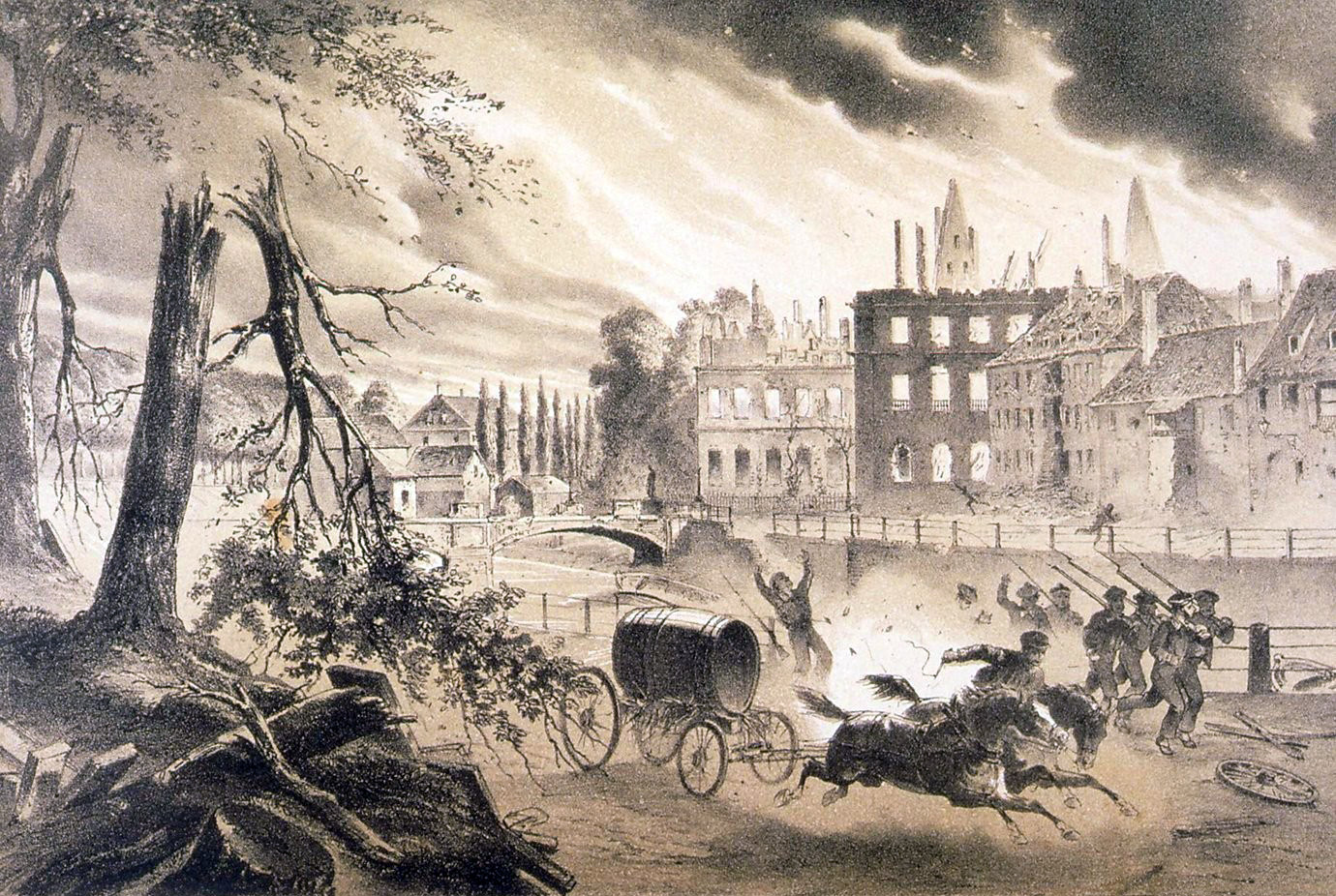
Auguste Munch.
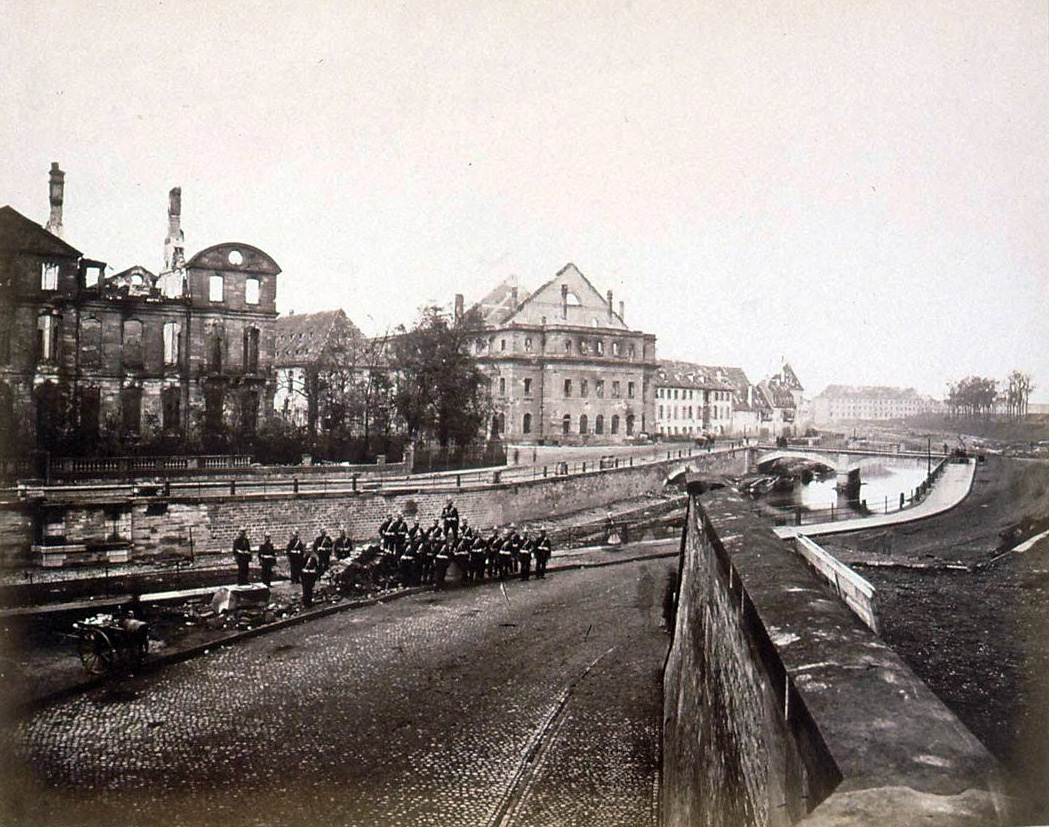
Georg Maria Eckert..

## Bâtiments remarquables
La plupart des édifices ont été construits ou reconstruits au cours du XXe siècle.
no 1À l'angle de la rue des Récollets se trouvait l'ancien couvent des Récollets, édifié entre 1746 et 1749 par Gaspard Théodore Rabaliatti et Charles Hiski. Il a été réhabilité en 1974 pour abriter le siège de la Fondation européenne de la science.

Fondation européenne de la science (ancien couvent des Récollets).
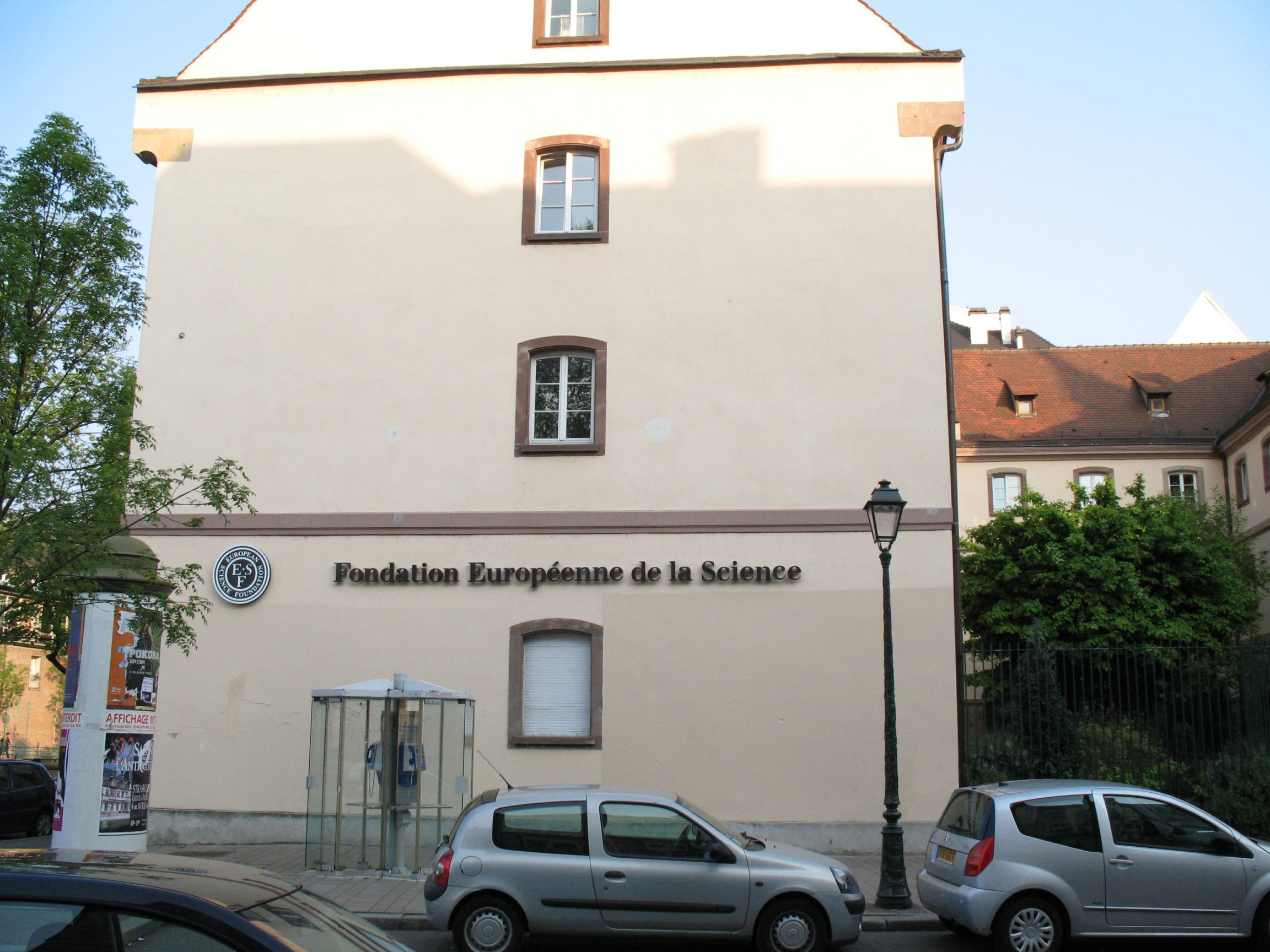
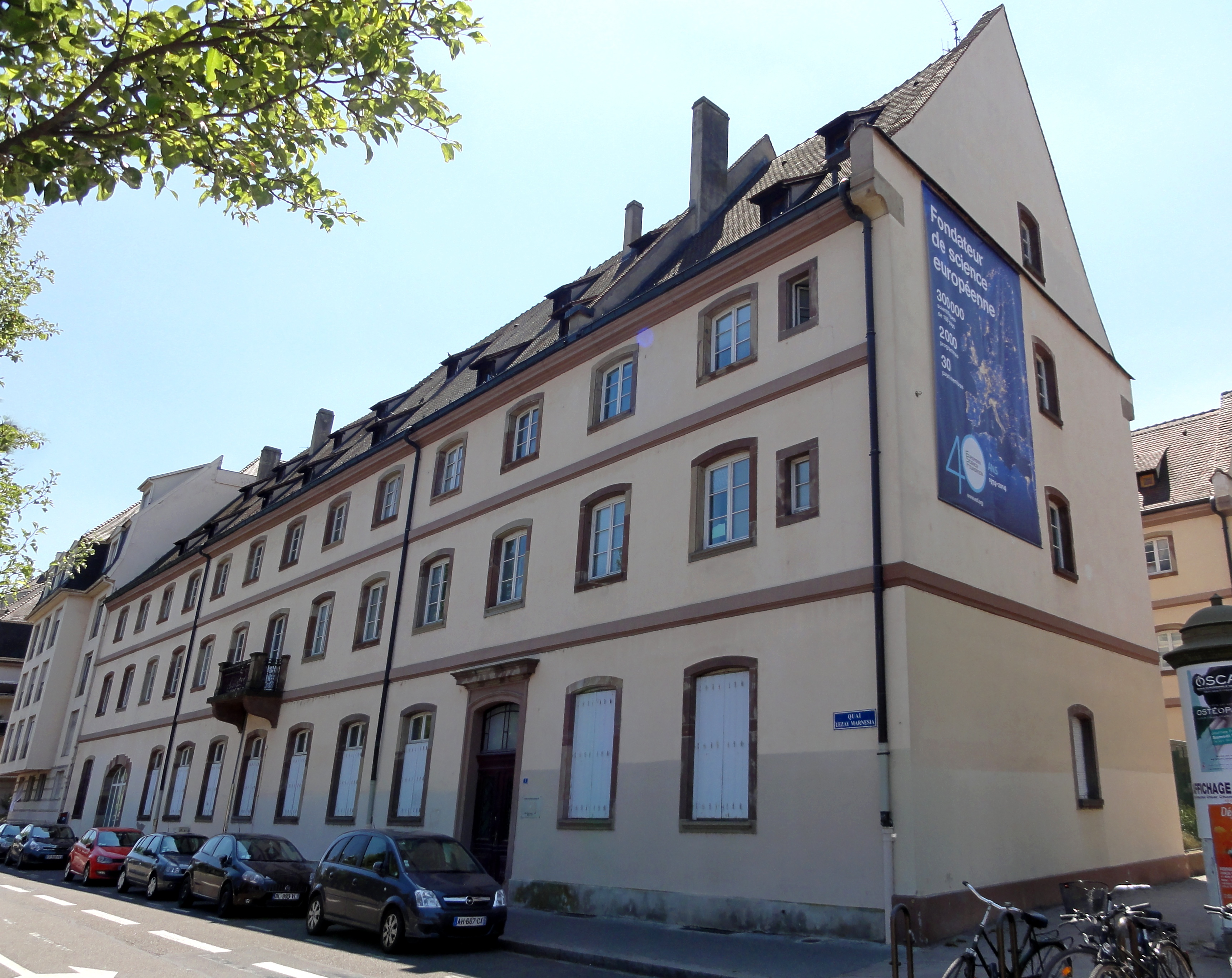
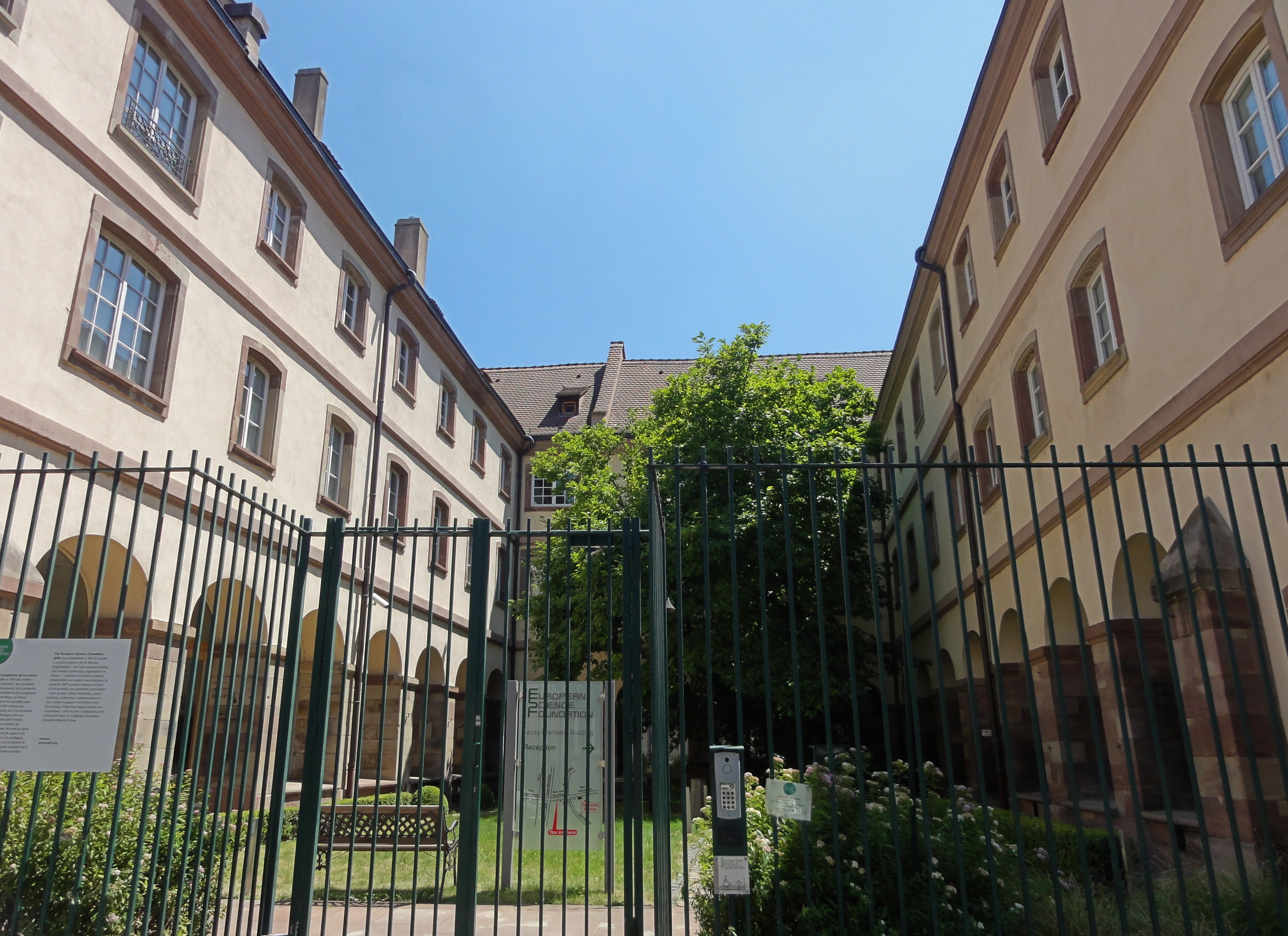
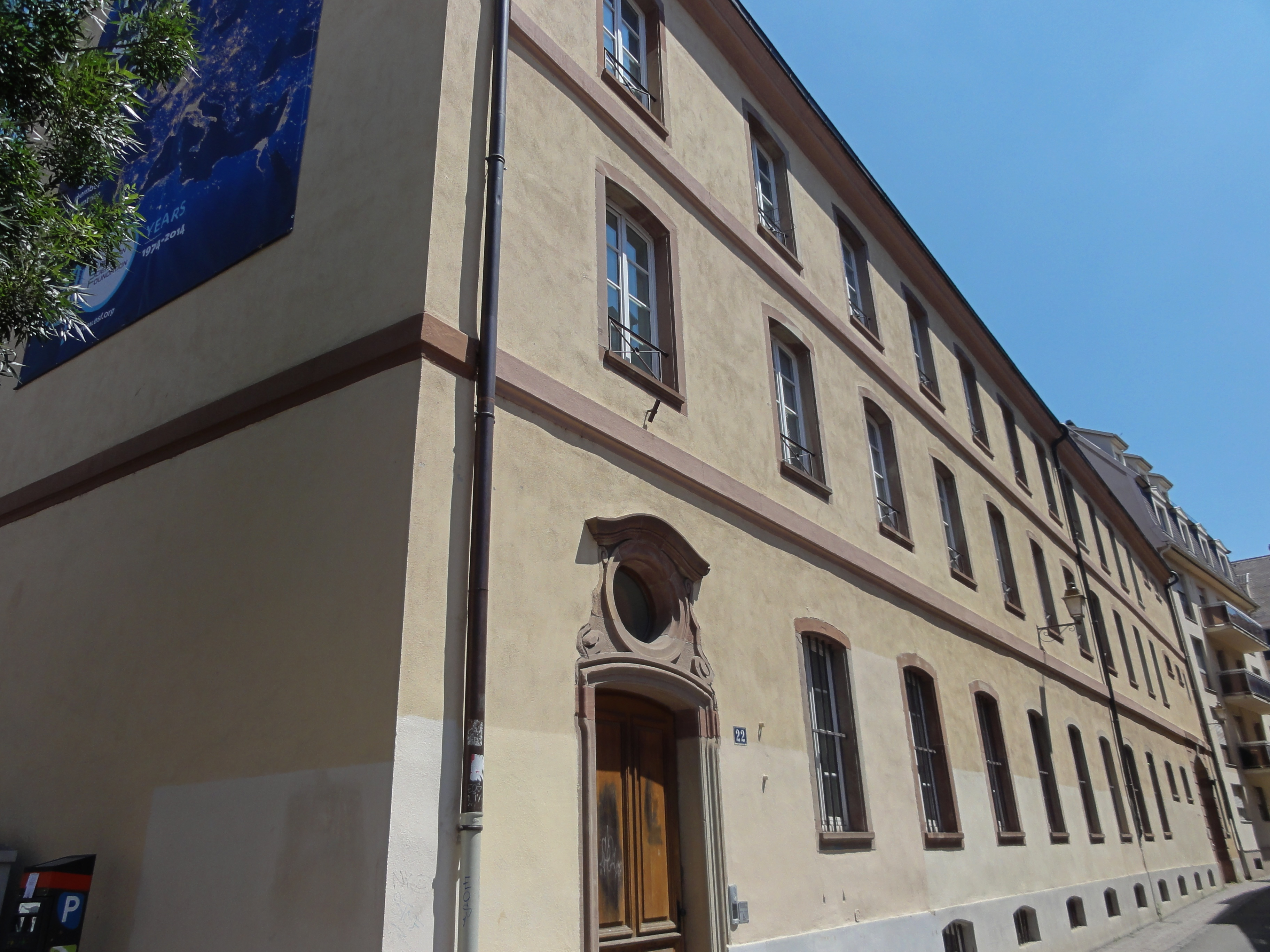